# Thiago Ribeiro da Silva
Thiago Ribeiro da Silva Vasconcelos (Río de Janeiro, 23 de enero de 1985) es un futbolista brasileño nacionalizado boliviano. Juega como centrocampista en Guabirá de la Primera División de Bolivia.

## Trayectoria
Empezó a jugar en el Clube Atlético Juventus de su país y también pasó por los equipos húngaros BFC Siófok, Barcsi SC, Veszprém FC y Dunaújváros FC, antes de recalar en 2016 a filas de Real América, donde jugó una temporada.

### Royal Pari
En 2017 fue fichado por Royal Pari, siendo nominado capitán del equipo y contribuyó para conseguir el ascenso a Primera División.
El 29 de enero de 2018 debutó en la Primera División de Bolivia en el empate a dos goles ante Blooming. Convirtió su primer gol en el fútbol profesional boliviano en 5 de mayo logrando la victoria de Royal Pari ante Universitario (USFX). Su equipo sin embargo no superó la primera fase del Apertura 2018.
Durante el Clausura 2018 aportó para que su equipo obtuviera la 3.ª posición de la tabla con 81 puntos y una inédita clasificación a la Copa Sudamericana, luego de pelear el título hasta la última jornada, en la que empataron ante San José.

## Clubes
| Club           | País    | Año           |
| -------------- | ------- | ------------- |
| CA Juventus    | Brasil  | 2005-2009     |
| BFC Siófok     | Hungría | 2009-2011     |
| Barcsi SC      | Hungría | 2011          |
| Veszprém FC    | Hungría | 2011-2013     |
| Dunaújváros FC | Hungría | 2013-2015     |
| Real América   | Bolivia | 2016          |
| Royal Pari     | Bolivia | 2017-2021     |
| Real Tomayapo  | Bolivia | 2022-2023     |
| Royal Pari     | Bolivia | 2024          |
| Guabirá        | Bolivia | 2025-presente |

## Palmarés

### Títulos nacionales
| Título             | Club       | Año  |
| ------------------ | ---------- | ---- |
| Copa Simón Bolívar | Royal Pari | 2017 |